# Фабье, Антонио Мария
Антонио Мария Фабье-и-Эскудеро (исп. Antonio María Fabié y Escudero; 19 июня 1832, Севилья, Испания — 3 декабря 1899, Мадрид, Испания) — испанский философ-гегельянец, писатель и политик. Член Королевских академий истории и испанского языка, депутат кортесов, а впоследствии сенатор Испании, член и председатель Государственного совета, товарищ министра финансов, председатель Банка Испании и министр заморских территорий.

## Биография
Антонио Мария Фабье родился и вырос в Севилье. Будучи студентом Севильского университета, он увлёкся философией Гегеля, приверженцем которой был преподававший ему профессор метафизики Хосе Контеро-и-Рамирес. Интерес к гегельянству Фабье сохранил и в дальнейшем, многое почерпнув у неаполитанского адепта этой философии Аугусто Веры и в 1872 году издав свой перевод на испанский язык «Науки логики» Гегеля. При этом во второй половине жизни, оставаясь гегельянцем, Фабье одновременно характеризовал себя как католика, несмотря на то, что философия Гегеля принципиально расходится с постулатами христианской веры.
Философские интересы Фабье не исчерпывались Гегелем. В 1871 году его имя встречается в списке подписчиков на полное собрание сочинений Платона в переводе на испанский Патрисио де Аскарате, а в 1878 году — в списке подписчиков на испанский перевод трудов Лейбница. В 1875 году в журнале Revista Europea вышла серия из десяти статей Фабье под общим названием «Обзор современного материализма», впоследствии изданных отдельной книгой. Во второй половине 1870-х годов он работал над переводом с латыни на испанский главного труда философа эпохи Возрождения Гомеса Перейры — книги «Антониана Маргарита»; этот проект, однако, остался незавершённым, и испанский перевод «Антонианы Маргариты» появился лишь в 2000 году.
Другой стороной деятельности Фабье была публикация биографических исследований, которые начали издаваться в конце 1870-х годов. Первой такой книгой стала в 1879 году «Жизнь и творчество падре Лас Касаса». После этого увидели свет биографии Родриго де Вильяндрандо, Франсиско де Вильялобоса, Бальдассаре Кастильоне, Антонио де Небрихи и других деятелей культуры и политиков. Фабье также издал целый ряд книг, посвящённых географии, истории и праву Испании, увидевших свет между серединой 1870-х и концом 1880-х годов. С 1870 по 1874 год он принимал участие в деятельности мадридского Атенеума, был также членом Королевских академий истории и испанского языка.
Фабье довольно рано начал политическую карьеру. Подвизаясь в Умеренной партии, он уже в 1863 году стал депутатом кортесов. В 1865 году Фабье был назначен аудитором государственного долга, ещё через два года генеральным директором министерства заморских территорий и в 1870 году — товарищем министра финансов. Этот пост он занимал на протяжении трёх месяцев, затем вернувшись в парламент в составе фракции Кановаса дель Кастильо. В первые дни бурбонской реставрации в 1874 году Фабье был арестован в Мадриде, но сумел предоставить доказательства своей лояльности Альфонсо XII и вскоре вновь занял должность товарища министра финансов в кабинете Кановаса. В 1875 году он возглавил в парламенте бюджетную комиссию, а в 1877 году вошёл в Государственный совет.
В дальнейшем Фабье ещё несколько раз избирался в Конгресс депутатов, а затем и в Сенат Испании (в конечном итоге получив сан сенатора пожизненно). В 1890—1891 годах он занимал пост министра заморских территорий, в 1892 году стал председателем Верховного суда по административному праву, а с мая 1895 по сентябрь 1897 года возглавлял Государственный совет. После убийства Кановаса в 1897 году Фабье, как один из лидеров Консервативной партии, сыграл заметную роль в её реорганизации, поддержав кандидатуру Франсиско Сильвелы на роль преемника Кановаса. В октябре 1899 года он был назначен председателем Банка Испании, но уже в декабре того же года скончался от инсульта, оставив после себя трёх детей, старшая из которых, Мария, была соавтором некоторых его литературных работ. Государственная деятельность Фабье была отмечена наградами: он был кавалером Большого креста орденов Карлоса III и Изабеллы Католической.

## Избранные труды
| Название                                                                              | Год  | Издательство         | Страниц | Копия                                        |
| ------------------------------------------------------------------------------------- | ---- | -------------------- | ------- | -------------------------------------------- |
| Biografía del Sr. D. Antonio María Fabié Galvez                                       | 1871 | Calle de las Sierpes | 82      | Google Books                                 |
| Viajes por España                                                                     | 1879 | Fernando Fe          | 583     | Biblioteca Digital de la Comunidad de Madrid |
| Vida y escritos de fray Bartolomé de las Casas (Tomo I)                               | 1879 | Miguel Ginesta       | 439     | Internet Archive                             |
| Vida y escritos de fray Bartolomé de las Casas (Tomo II)                              | 1879 | Miguel Ginesta       | 720     | Internet Archive                             |
| Notas y apuntes de un viaje por el Pirineo y por La Turena hecho en el verano de 1878 | 1879 | Manuel Pérez Montoya | 221     | Biblioteca Digital Hispánica                 |
| Don Rodrigo de Villandrando                                                           | 1882 | Manuel Tello         | 279     | Biblioteca Digital de Castilla y León        |
| Algunos sucesos de la vida de Colón anteriores a su primer viaje a Indias             | 1893 | Tomás Fortanet       | 62      | Biblioteca Digital Hispánica                 |
| Ensayo histórico de la legislación española en sus estados de Ultramar                | 1896 | Manuel Rivadeneyra   | 330     | Biblioteca Digital Hispánica                 |